# Universidade Mahachulalongkornrajavidyalaya
A Universidade Mahachulalongkornrajavidyalaya (em tailandês: มหาวิทยาลัย มหา จุฬา ลง ก รณ ราช วิทยาลัย; rtgs: Maha Chulalongkon Ratcha Witthayalai) é uma das duas universidades públicas confessionais da Tailândia, de orientação budista. É a mais antiga instituição de ensino superior no país. Sua sede está localizada no distrito de Wat Mahathat Yuwaratrangsarit, em Bangkok.
A universidade tem como missão "concentrar-se nos princípios-chave do mundo" e "servir como um centro universitário para o estudo do clero budista na Tailândia". Possui diversos campus, com as disciplinas da faculdade, centro de recursos, salas de aula, acervos e demais serviços orientando-se no idioma tailandês e boa parte no inglês. Espalhou-se para todas as regiões do país, atualmente ensinando no quarto grau, que abrange tanto a filosofia budista no grau da ciência como no grau religioso. Também criou um instituto de pesquisa dentro da universidade para realizar pesquisas na área do budismo.

## História
Foi fundada em 1887 pelo rei Chulalongkorn, que tinha como propósito estabelecer uma importante instituição de ensino superior para os monges budistas, noviços e leigos, com ênfase em estudos budistas como seu tema principal. A universidade começou a oferecer aulas em 1889, adotando seu nome atual em 1896.
Por uma lei aprovada em 1997, tanto a Universidade Mahachulalongkornrajavidyalaya quanto a Universidade Budista Mahamakut, ambas confessionais budistas, tornaram-se universidades públicas.

## Colégios e faculdades
A Universidade Mahachulalongkornrajavidyalaya está organizada em várias unidades acadêmicas: Faculdade de Estudos Budistas, Faculdade de Educação, Faculdade de Letras, Faculdade de Ciências Sociais, programa internacional e pós-graduação.
Ao todo, as faculdades oferecem 26 cursos de graduação, dez programas de mestrado, dois programas de doutoramento e outros de formação acadêmica. Dois de seus programas de mestrado (estudos budistas e filosofia budista), são internacionalmente orientados e conduzidos em inglês. A Universidade Mahachulalongkornrajavidyalaya oferece, ainda, um PhD em Estudos Budistas (orientado em inglês).

## Campus
Um novo e maior campus principal foi recentemente construído em Wangnoi, província de Ayutthaya, a norte de Bangkok. Além do campus principal, a Universidade Mahachulalongkornrajavidyalaya tem campi de extensão nas seguintes províncias: Chiang Mai, Khon Kaen, Lamphun, Loei, Nong Khai, Nakhon Phanom, Nakhon Pathom, Nakhon Ratchasima, Nakhon Sawan, Nakhon Si Thammarat, Phayao, Phitsanulok, Phrae, Surin e Ubon Ratchathani.